# Chapelle du Bon-Pasteur de Chevilly-Larue
La chapelle du Bon-Pasteur est une chapelle catholique située à Chevilly-Larue, au 24 Rue du Général Leclerc.

## Historique
Elle fut construite à la suite du projet de Mgr Paul-Louis Touzé (ancien curé de Chevilly-Larue et de Rungis de 1906 à 1919), le vicaire général et le directeur de l'Œuvre des Chantiers du Cardinal depuis 1931, dans le cadre de laquelle la chapelle fut édifiée.
Elle était destinée à desservir les nouveaux lotissements bâtis dans le sud-est de la commune à l'emplacement d'anciennes pépinières.
Elle fut bénie le 28 juin 1936.

## Description
Dans le chœur se trouve une peinture de Rudolf Gowenius, artiste suédois, qui représente Le Bon Pasteur et la hiérarchie des anges.
Les dix vitraux, créés par Adeline Hébert-Stevens en 1947, évoquent la vie des saints, les sept sacrements de l'Église, les briqueteries ainsi que la vie agricole de Chevilly-Larue. 
Elle fut édifiée en pierres smillées en 1935-1936.  Derrière la chapelle se trouve un bâtiment, qui abritait le jardin d'enfants l'Arc-en-Ciel, de 1938 à 1977.
L'élévation antérieure est ornée d'un chrisme et d'un serpent d'airain en briques qui se détachent sur la maçonnerie.